# 障害者週間
障害者週間（しょうがいしゃしゅうかん）とは、日本国民の間に広く障害者の福祉についての関心と理解を深めるとともに、障害者が社会、経済、文化その他あらゆる分野の活動に積極的に参加する意欲を高めることを目的とした週間である。

## 期間
1995年（平成7年）6月27日に、当時の総理府（現内閣府）障害者施策推進本部により12月3日から12月9日までの1週間と定められた。これは国際障害者デーであり、また障害者基本法の公布日でもある12月3日を起点とし、障害者の日である12月9日までの1週間と定めたものである。
2004年の障害者基本法改正により、12月3日から12月9日を障害者週間とする旨が法律に明記された